# 端溪桥
端溪桥，位于中国广东省肇庆市德庆县德城镇大桥春牛亭村，为德庆县的一个县级文物保护单位，类型为古建筑，公布时间为2001年8月23日。
端溪桥的历史年代为清代。